# Казахстанско-канадские отношения
Казахстанско-канадские отношения — двусторонние дипломатические отношения между Казахстаном и Канадой.

## История
Дипломатические отношения были установлены 10 апреля 1992 года. Канада открыла посольство в Алматы (которое затем было перенесено в Астану). Казахстан в 1997 году открыл консульство в Торонто, в мае 2008 года — посольство в Оттаве.
23—27 июня 2003 года состоялся официальный визит президента Казахстана Нурсултан Назарбаев в Канаду. Назарбаев встретился с премьер-министром Канады Жаном Кретьеном, генералом-губернатором Канады Адриенной Кларксон, спикером Сената Дэниелом Хэйсом, членами правительства, парламента, представителями политических партий, а также принял участие в торгово-инвестиционной конференции «Казахстан: жемчужина Центральной Азии».
31 марта 2009 года президент Казахстана Нурсултан Назарбаев провёл встречу с премьер-министром Канады Жаном Кретьеном с целью обсудить дальнейшее развитие отношений между странами. После их переговоров, Жан Кретьен заявил, что страны должны использовать новые экономические возможности и настало время для осуществления новых проектов. В апреле 2009 года премьер-министр Казахстана Карим Масимов встретился с канадским сенатором Консильо Ди Нино, стороны обсудили дальнейшее развитие казахстанско-канадских отношений. 13 ноября 2013 года министр иностранных дел Казахстана Ерлан Идрисов и министр иностранных дел Канады Джон Бэрд подписали новое соглашение о мирной атомной энергетике и новых технологиях в этой сфере. Также они обсудили сферу сельского хозяйства и визовый режим между странами.

## Торговля
Согласно данным Национального банка Казахстана в 2022 году объём канадских инвестиций в Казахстан составил 190 млн долларов США. За период с 2005 по 2022 годы валовой объем прямых иностранных инвестиций из Канады в Казахстан составил 5,37 млрд долларов США.
Сельское хозяйство является важным сектором сотрудничества между странами, с особым акцентом на поставку сельскохозяйственных машин и крупного рогатого скота. Канадская компания по добыче урана Cameco является крупнейшим канадским инвестором в экономику Казахстана. В 2015 году объём товарооборота между странами составил сумму в 641 млн долларов США. Экспорт Канады в Казахстан (на общую сумму в 117 млн долларов США): аэрокосмическая продукция, сельскохозяйственная техника, а также техника для добычи нефти и газа. Экспорт Казахстана в Канаду (на общую сумму в 524 млн долларов США): сырая нефть. В 2022 году товарооборот между Казахстаном и Канадой составил 838,6 млн долларов США (экспорт из Казахстана – 680,1 млн, импорт в Казахстан – 158,4 млн).

## Списки послов

### Послы Казахстана в Канаде
1. Ерлан Абильдаев (2008—2011)
2. Константин Жигалов (2012—27 апреля 2018)
3. Акылбек Камалдинов (27 апреля 2018 — 16 июня 2023)
4. Даулетбек Кусаинов (4 июля 2023 — по настоящее время)

### Послы Канады в Казахстане
1. Белл, Майкл Ричард 1992
2. Кинсмэн, Джереми К. Б. 1992/08
3. Манн, Ричард 1996/08/19
4. Скиннер, Джеральд Р. 1999/08/11 (1999/11/09)
5. Коуэн, Гектор 2001/07/16 (2001/10/17)
6. Биолик, Анна 2004/08/09 (2004/09)
7. Скок, Маргарет 2006/06/14 (2006/10/18)
8. Миллар, Стивен 2009/07/15 (2009/11/19)
9. Стиль, Шон 2014/03/24 (2014/08/12)
10. Николя Бруссо 2017/08/17 (2017/10/19)[7]